# 12447 Yatescup
12447 Yatescup eller 1996 XA12 är en asteroid i huvudbältet som upptäcktes den 4 december 1996 av Spacewatch vid Kitt Peak-observatoriet. Den är uppkallad efter Yatescup.
Asteroiden har en diameter på ungefär 3 kilometer.